# Agmina acula
Agmina acula là một loài Trichoptera trong họ Ecnomidae. Chúng phân bố ở miền Australasia.